# Обраньяк, Людовик
Людо́вик Обра́няк (польское произношение: [luˈdɔvʲik ɔˈbraɲak]), Людови́к Жозе́ф Обранья́к (французское произношение) (фр. и пол. Ludovic Joseph Obraniak; 10 ноября 1984, Лонжвиль-ле-Мец, Франция) — польский футболист.

## Клубная карьера

### «Мец»
Обраньяк начал свою карьеру в юношеской команде клуба «Мец». В 2002 году главным тренер первой команды «Мец» Жан Фернандес пригласил молодого футболиста в состав и в сезоне 2003/04 Обраньяк дебютировал в Лиге 1. В сезоне 2004/05 «Мец» занял 16 место в чемпионате, а в следующем сезоне клуб завершил чемпионат на последней позиции и вылетел в Лигу 2. За эти не очень удачные два года Обраньяк сыграл 61 матч и забил 3 гола.
Со следующего сезона Обраньяком заинтересовались несколько клубов Лиги 1. Несмотря на это, Людовик сыграл 20 матчей и забил 2 гола в новом сезоне за «Мец». 23 января 2007 года Обраньяк перешёл в «Лилль», подписав контракт на 4 года. За полузащитника «Мец» получил 1,2 млн евро и швейцарского нападающего Даниэля Жигакса.

### «Лилль»
Обраньяк дебютировал в «Лилле» 27 января 2007 года в матче против «Бордо». Он сыграл во всех оставшихся матчах сезона, включая выходы в основном составе и выходы на замену. Обраньяк сыграл свои первые матчи в Лиге чемпионов УЕФА в сезоне 2006/07 в 1/8 финала, где «Лилль» в двух матчах с одинаковым счётом 0:1 проиграл «Манчестер Юнайтед». В следующем сезоне Людовик твёрдо попадал в состав, сыграв в чемпионате 35 матчей и забив 2 гола. В сезоне 2008/09 Обраньяк в 16 матчах забил 4 гола, что помогло «Лиллю» занять пятое место перед зимним перерывом, но после перерыва Обраньяк сыграл всего 8 матчей за клуб.
7 августа 2010 года Людовик Обраньяк продлил контракт с «Лиллем» до 2012 года.
Сезон 2010/11 стал для Обраньяка успешным. 14 мая 2011 года на «Стад де Франс» его гол со штрафного в ворота «Пари Сен-Жермен» принёс «Лиллю» победу в Кубке Франции, а через неделю Обраньяк отличился на 5-й минуте матча предпоследнего тура национального чемпионата с тем же соперником на «Парк де Пренс». Завершив матч с ПСЖ вничью (2:2), «Лилль» обеспечил себе чемпионский титул.

### «Бордо»
12 января 2012 года 27-летний футболист, не имевший в нынешнем сезоне достаточной игровой практики в «Лилле», подписал с «Бордо» контракт сроком на три с половиной года.

### «Вердер»
31 января 2014 года Обраньяк перешёл в «Вердер», подписав контракт до лета 2016 года. 8 февраля 2014 года он дебютировал за новый клуб в матче против дортмундской «Боруссии» (1:5). Спустя ровно неделю Обраньяк забил свой первый гол за «Вердер», который помог клубу добиться ничейного результата в матче против мёнхенгладбахской «Боруссии» (1:1).

### «Ризеспор»
В январе 2015 года Обраньяк был отдан в аренду в турецкий «Ризеспор» до конца сезона.

### «Маккаби» Хайфа
27 августа 2015 года Обраньяк перешёл в «Маккаби» из Хайфы. Забил единственный гол в финале Кубка Израиля 2015/16.
18 августа 2016 года разорвал контракт с клубом.

### «Осер»
4 ноября 2016 года перешёл в французский «Осер». Дебютировал за клуб в матче против «Ланса» 18 ноября 2016 года.

### Конец карьеры
4 октября 2018 года объявил о завершении карьеры.

## Карьера в сборной
Обраньяк сыграл один матч за молодёжную сборную Франции, но 5 июня 2009 года он стал гражданином Польши. 23 июля 2009 года главный тренер сборной Польши Лео Бенхаккер пригласил Обраньяка в сборную на товарищеский матч против сборной Греции, где 12 августа 2009 года Обраньяк забил два гола и помог победить своей сборной. В 2012 году Обраньяк провёл три матча за сборную на домашнем чемпионате Европы.
В мае 2013 года объявил, что приостанавливает выступления за сборную Польши, пока её главным тренером является Вальдемар Форналик, поскольку, по его мнению, «в команде возникла очень тяжёлая, гнетущая атмосфера». В 2014 году Обраньяк вернулся в сборную, которую тренировал уже Адам Навалка, и провёл два последних матча в международной карьере.

## Достижения
«Лилль»
- Чемпион Франции: 2010/11
- Обладатель Кубка Франции: 2010/11

«Бордо»
- Обладатель Кубка Франции: 2012/13

«Маккаби» (Хайфа)
- Обладатель Кубка Израиля: 2015/16